# 시어셔 로넌의 수상 및 후보 목록
다음은 아일랜드, 미국의 배우 시어셔 로넌의 수상 및 후보 목록이다. 로넌은 2007년 영화 《어톤먼트》로 국제적인 명성을 얻었으며, 그녀는 미국 아카데미상 최우수 여우조연상, 영국 아카데미 영화상(BAFTA) 최우수 여우조연상, 골든 글로브상 영화부문 최우수 여우조연상 후보로 지명되었고, 그녀는 아카데미에서 이 부문에서 후보 지명 된 가장 어린 여배우 중 한 명으로 기록 되었다. 2015년 로넌은 로맨틱 드라마 영화 《브루클린 》에서 주연을 맡았으며, 그녀는 미국 아카데미상 최우수 여우주연상, 영국 아카데미 영화상(BAFTA) 최우수 여우주연상, 골든 글로브상 영화 드라마부문 최우수 여우주연상과 미국 배우 조합상(SAG) 영화부문 최우수 여우주연상에 후보로 지명되었다. 2년 후인 2017년 로넌은 영화 《레이디 버드》로 미국 아카데미상, 영국 아카데미 영화상(BAFTA) 최우수 여우조연상과 미국 배우 조합상(SAG) 영화부문 최우수 여우조연상에 후보로 지명되었고, 골든 글로브상 영화 뮤지컬 코미디부문 최우수 여우주연상을 수상하였다. 로넌은 또한 미국 아카데미상에 세 차례 후보 지명 된 역사상 두 번째로 어린 여배우로, 그녀는 제니퍼 로렌스(23세 5개월 나이에 세 번째를 기록한) 뒤를 잇는 23세 9개월 나이에 세 번째로 후보 지명되었다.

## 메이저 시상식

### 미국 아카데미상
| 연도 | 작품        | 부문              | 결과 | 출처  |
| ---- | ----------- | ----------------- | ---- | ----- |
| 2007 | 어톤먼트    | 최우수 여우조연상 | 후보 | [ 1 ] |
| 2015 | 브루클린    | 최우수 여우주연상 | 후보 | [ 2 ] |
| 2017 | 레이디 버드 | 최우수 여우주연상 | 후보 | [ 3 ] |
| 2020 | 작은 아씨들 | 최우수 여우주연상 | 후보 | [ 4 ] |

### 영국 아카데미 영화상(BAFTA)
| 연도 | 작품        | 부문              | 결과 | 출처  |
| ---- | ----------- | ----------------- | ---- | ----- |
| 2007 | 어톤먼트    | 최우수 여우조연상 | 후보 | [ 5 ] |
| 2009 | 러블리 본즈 | 최우수 여우주연상 | 후보 | [ 6 ] |
| 2015 | 브루클린    | 최우수 여우주연상 | 후보 | [ 7 ] |
| 2017 | 레이디 버드 | 최우수 여우주연상 | 후보 | [ 8 ] |
| 2020 | 작은 아씨들 | 최우수 여우주연상 | 후보 | [ 9 ] |

### 골든 글로브상
| 연도 | 작품        | 부문                                      | 결과 | 출처   |
| ---- | ----------- | ----------------------------------------- | ---- | ------ |
| 2007 | 어톤먼트    | 영화 부문 최우수 여우조연상               | 후보 | [ 10 ] |
| 2015 | 브루클린    | 영화 드라마 부문 최우수 여우주연상        | 후보 | [ 11 ] |
| 2017 | 레이디 버드 | 영화 뮤지컬/코미디 부문 최우수 여우주연상 | 수상 | [ 12 ] |
| 2020 | 작은 아씨들 | 영화 드라마 부문 최우수 여우주연상        | 후보 | [ 13 ] |

### 미국 배우 조합상(스크린 액터 길드 어워드)
| 연도 | 작품                   | 부문                           | 결과 | 출처   |
| ---- | ---------------------- | ------------------------------ | ---- | ------ |
| 2014 | 그랜드 부다페스트 호텔 | 영화 부문 최우수 연기 캐스트상 | 후보 | [ 14 ] |
| 2015 | 브루클린               | 영화 부문 최우수 여우주연상    | 후보 | [ 15 ] |
| 2017 | 레이디 버드            | 영화 부문 최우수 연기 캐스트상 | 후보 | [ 16 ] |
| 2017 | 레이디 버드            | 영화 부문 최우수 여우주연상    | 후보 | [ 16 ] |

## 기타 산업 시상식

### AACTA 어워드(오스트레일리아 영화 텔레비전 예술 아카데미상)
| 연도 | 작품        | 부문                           | 결과 | 출처   |
| ---- | ----------- | ------------------------------ | ---- | ------ |
| 2015 | 브루클린    | 해외영화부문 최우수 여우주연상 | 후보 | [ 17 ] |
| 2017 | 레이디 버드 | 해외영화부문 최우수 여우주연상 | 후보 | [ 18 ] |
| 2020 | 작은 아씨들 | 해외영화부문 최우수 여우주연상 | 수상 | [ 19 ] |

### 영국 독립 영화상(BIFA)
| 연도 | 작품                           | 부문              | 결과 | 출처 |
| ---- | ------------------------------ | ----------------- | ---- | ---- |
| 2013 | 하우 아이 리브: 내가 사는 이유 | 최우수 여우주연상 | 후보 |      |
| 2015 | 브루클린                       | 최우수 여우주연상 | 수상 |      |

### 엠파이어상
| 연도 | 작품     | 부문          | 결과 | 출처 |
| ---- | -------- | ------------- | ---- | ---- |
| 2007 | 어톤먼트 | 최우수 신인상 | 후보 |      |

### 고섬 어워드(고섬 독립영화상)
| 연도 | 작품        | 부문              | 결과 | 출처 |
| ---- | ----------- | ----------------- | ---- | ---- |
| 2017 | 레이디 버드 | 최우수 여우주연상 | 수상 |      |

### 할리우드 영화제
| 연도 | 작품     | 부문          | 결과 | 출처 |
| ---- | -------- | ------------- | ---- | ---- |
| 2015 | 브루클린 | 뉴 헐리우드상 | 수상 |      |

### 인디펜던트 스피릿 어워드(미국 독립영화상)
| 연도 | 작품        | 부문              | 결과 | 출처   |
| ---- | ----------- | ----------------- | ---- | ------ |
| 2018 | 레이디 버드 | 최우수 여우주연상 | 후보 | [ 20 ] |

### IFTA 어워드(아일랜드 영화 & 텔레비전 아카데미상)
| 연도 | 작품                               | 부문                       | 결과 | 출처   |
| ---- | ---------------------------------- | -------------------------- | ---- | ------ |
| 2008 | 어톤먼트                           | 영화부문 최우수 여우조연상 | 수상 |        |
| 2008 | 빈칸                               | 라이징 스타상              | 수상 |        |
| 2009 | 데스 디파잉: 어느 마술사의 사랑    | 영화부문 최우수 여우조연상 | 수상 |        |
| 2009 | 시티 오브 엠버: 빛의 도시를 찾아서 | 영화부문 최우수 여우주연상 | 후보 |        |
| 2010 | 러블리 본즈                        | 영화부문 최우수 여우주연상 | 수상 |        |
| 2011 | 웨이 백                            | 영화부문 최우수 여우조연상 | 수상 |        |
| 2012 | 한나                               | 영화부문 최우수 여우주연상 | 수상 |        |
| 2014 | 비잔티움                           | 영화부문 최우수 여우주연상 | 수상 |        |
| 2016 | 브루클린                           | 영화부문 최우수 여우주연상 | 수상 |        |
| 2018 | 레이디 버드                        | 영화부문 최우수 여우주연상 | 수상 | [ 21 ] |

### MTV 무비 & TV 어워드
| 연도 | 작품        | 부문                   | 결과 | 출처   |
| ---- | ----------- | ---------------------- | ---- | ------ |
| 2018 | 레이디 버드 | 영화부문 최고의 배우상 | 후보 | [ 22 ] |

### 새턴상
| 연도 | 작품                           | 부문                   | 결과 | 출처 |
| ---- | ------------------------------ | ---------------------- | ---- | ---- |
| 2010 | 러블리 본즈                    | 아역부문 최우수 연기상 | 수상 |      |
| 2012 | 한나                           | 아역부문 최우수 연기상 | 후보 |      |
| 2014 | 하우 아이 리브: 내가 사는 이유 | 아역부문 최우수 연기상 | 후보 |      |

### 스크림 어워드
| 연도 | 작품        | 부문                     | 결과 | 출처 |
| ---- | ----------- | ------------------------ | ---- | ---- |
| 2010 | 러블리 본즈 | 최우수 판타지 여우주연상 | 후보 |      |

### AARP's 무비 포 그로운업스 어워드
| 연도 | 작품        | 부문                 | 결과 | 출처   |
| ---- | ----------- | -------------------- | ---- | ------ |
| 2020 | 작은 아씨들 | 최우수 앙상블 연기상 | 후보 | [ 23 ] |

### 골드 더비 어워드
| 연도 | 작품                   | 부문                     | 결과 | 출처   |
| ---- | ---------------------- | ------------------------ | ---- | ------ |
| 2008 | 어톤먼트               | 최우수 여우조연상        | 수상 |        |
| 2008 | 어톤먼트               | 최우수 앙상블 연기상     | 후보 |        |
| 2014 | 그랜드 부다페스트 호텔 | 최우수 앙상블 연기상     | 후보 |        |
| 2016 | 브루클린               | 최우수 여우주연상        | 후보 |        |
| 2018 | 새터데이 나이트 라이브 | 최우수 코미디 여자배우상 | 후보 |        |
| 2018 | 레이디 버드            | 최우수 여우주연상        | 후보 |        |
| 2018 | 레이디 버드            | 최우수 앙상블 연기상     | 후보 |        |
| 2019 | 작은 아씨들            | 최우수 여우주연상        | 후보 | [ 24 ] |
| 2019 | 작은 아씨들            | 최우수 앙상블 연기상     | 후보 | [ 24 ] |

### 새틀라이트상(국제비평가협회)
| 연도 | 작품        | 부문                        | 결과 | 출처   |
| ---- | ----------- | --------------------------- | ---- | ------ |
| 2007 | 어톤먼트    | 영화 부문 최우수 여우조연상 | 후보 |        |
| 2016 | 브루클린    | 영화 부문 최우수 여우주연상 | 수상 | [ 25 ] |
| 2018 | 레이디 버드 | 영화 부문 최우수 여우주연상 | 후보 | [ 26 ] |

### 틴 초이스 어워드
| 연도 | 작품   | 부문                              | 결과 | 출처 |
| ---- | ------ | --------------------------------- | ---- | ---- |
| 2013 | 호스트 | 초이스 무비: SF 판타지 여자배우상 | 후보 |      |

### 젊은 예술가상(영 아티스트 어워드)
| 연도 | 작품        | 부문                                     | 결과 | 출처 |
| ---- | ----------- | ---------------------------------------- | ---- | ---- |
| 2008 | 어톤먼트    | 장편영화 최우수 연기부문 젊은 여자연기상 | 후보 |      |
| 2010 | 러블리 본즈 | 장편영화 최우수 연기부문 젊은 여자연기상 | 후보 |      |
| 2012 | 한나        | 장편영화 최우수 연기부문 젊은 여자연기상 | 후보 |      |

## 주요 영화제

### 팜스프링스 국제 영화제
| 연도 | 작품        | 부문                  | 결과 | 출처   |
| ---- | ----------- | --------------------- | ---- | ------ |
| 2016 | 브루클린    | 해외 스타상           | 수상 | [ 27 ] |
| 2018 | 레이디 버드 | 디설트 팜 업적 연기상 | 수상 | [ 28 ] |

### 샌타바버라 국제 영화제
| 연도 | 작품        | 부문                 | 결과 | 출처 |
| ---- | ----------- | -------------------- | ---- | ---- |
| 2010 | 러블리 본즈 | 비르투오소상         | 수상 |      |
| 2016 | 브루클린    | 올해의 최우수 연기상 | 수상 |      |
| 2018 | 레이디 버드 | 산타 바바라상        | 수상 |      |

## 영화 비평가 협회상
| 연도                                                    | 작품                                                    | 부문                                                    | 결과                                                    | 출처                                                    |
| 얼라이언스 오브 우먼 필름 저널리스트(여성 영화기자협회) | 얼라이언스 오브 우먼 필름 저널리스트(여성 영화기자협회) | 얼라이언스 오브 우먼 필름 저널리스트(여성 영화기자협회) | 얼라이언스 오브 우먼 필름 저널리스트(여성 영화기자협회) | 얼라이언스 오브 우먼 필름 저널리스트(여성 영화기자협회) |
| ------------------------------------------------------- | ------------------------------------------------------- | ------------------------------------------------------- | ------------------------------------------------------- | ------------------------------------------------------- |
| 2019                                                    | 작은 아씨들                                             | 최우수 여우주연상                                       | 후보                                                    | [ 29 ]                                                  |
| 2019                                                    | 작은 아씨들                                             | 최우수 앙상블 연기상                                    | 수상                                                    | [ 29 ]                                                  |
| 오스틴 영화 비평가 협회                                 |                                                         |                                                         |                                                         |                                                         |
| 2019                                                    | 작은 아씨들                                             | 최우수 앙상블 연기상                                    | 후보                                                    | [ 30 ] [ 31 ]                                           |
| 보스턴 온라인 영화 비평가 협회                          |                                                         |                                                         |                                                         |                                                         |
| 2015                                                    | 브루클린                                                | 최우수 여우주연상                                       | 수상                                                    | [ 32 ]                                                  |
| 보스턴 영화 비평가 협회                                 |                                                         |                                                         |                                                         |                                                         |
| 2015                                                    | 브루클린                                                | 최우수 여우주연상                                       | 2위                                                     | [ 33 ]                                                  |
| 2019                                                    | 작은 아씨들                                             | 최우수 여우주연상                                       | 수상                                                    | [ 34 ] [ 35 ]                                           |
| 2019                                                    | 작은 아씨들                                             | 최우수 앙상블 캐스트상                                  | 수상                                                    | [ 34 ] [ 35 ]                                           |
| 시카고 영화 비평가 협회                                 |                                                         |                                                         |                                                         |                                                         |
| 2015                                                    | 브루클린                                                | 최우수 여우주연상                                       | 후보                                                    | [ 36 ]                                                  |
| 2017                                                    | 레이디 버드                                             | 최우수 여우주연상                                       | 수상                                                    | [ 37 ]                                                  |
| 크리틱스 초이스 영화상(미국 방송 영화 비평가 협회)      |                                                         |                                                         |                                                         |                                                         |
| 2008                                                    | 어톤먼트                                                | 최우수 아역 연기상                                      | 후보                                                    |                                                         |
| 2010                                                    | 러블리 본즈                                             | 최우수 여우주연상                                       | 후보                                                    | [ 38 ]                                                  |
| 2010                                                    | 러블리 본즈                                             | 최우수 아역 연기상                                      | 수상                                                    | [ 38 ]                                                  |
| 2012                                                    | 한나                                                    | 최우수 아역 연기상                                      | 후보                                                    | [ 39 ]                                                  |
| 2015                                                    | 그랜드 부다페스트 호텔                                  | 최우수 연기 앙상블상                                    | 후보                                                    | [ 40 ]                                                  |
| 2016                                                    | 브루클린                                                | 최우수 여우주연상                                       | 후보                                                    | [ 41 ]                                                  |
| 2018                                                    | 레이디 버드                                             | 최우수 여우주연상                                       | 후보                                                    | [ 42 ]                                                  |
| 2018                                                    | 레이디 버드                                             | 최우수 연기 앙상블상                                    | 후보                                                    | [ 42 ]                                                  |
| 2018                                                    | 레이디 버드                                             | 최우수 코미디 여우주연상                                | 후보                                                    | [ 42 ]                                                  |
| 2020                                                    | 작은 아씨들                                             | 최우수 여우주연상                                       | 후보                                                    | [ 43 ] [ 44 ]                                           |
| 댈러스-포트워스 영화 비평가 협회                        |                                                         |                                                         |                                                         |                                                         |
| 2007                                                    | 어톤먼트                                                | 최우수 여우조연상                                       | 후보                                                    |                                                         |
| 2015                                                    | 브루클린                                                | 최우수 여우주연상                                       | 2위                                                     |                                                         |
| 2017                                                    | 레이디 버드                                             | 최우수 여우주연상                                       | 2위                                                     |                                                         |
| 2019                                                    | 작은 아씨들                                             | 최우수 여우주연상                                       | 4위                                                     | [ 45 ]                                                  |
| 덴버 영화 비평가 협회                                   |                                                         |                                                         |                                                         |                                                         |
| 2017                                                    | 레이디 버드                                             | 최우수 여우주연상                                       | 수상                                                    | [ 46 ]                                                  |
| 디트로이트 영화 비평가 협회                             |                                                         |                                                         |                                                         |                                                         |
| 2009                                                    | 러블리 본즈                                             | 최우수 여우주연상                                       | 후보                                                    | [ 47 ]                                                  |
| 2015                                                    | 브루클린                                                | 최우수 여우주연상                                       | 수상                                                    | [ 48 ]                                                  |
| 2017                                                    | 레이디 버드                                             | 최우수 여우주연상                                       | 후보                                                    | [ 49 ]                                                  |
| 더블린 영화 비평가 협회                                 |                                                         |                                                         |                                                         |                                                         |
| 2007                                                    | 어톤먼트                                                | 신인연기상                                              | 수상                                                    |                                                         |
| 2019                                                    | 작은 아씨들                                             | 최우수 여우주연상                                       | 7위                                                     | [ 50 ]                                                  |
| 플로리다 영화 비평가 협회                               |                                                         |                                                         |                                                         |                                                         |
| 2014                                                    | 그랜드 부다페스트 호텔                                  | 최우수 연기 캐스팅상                                    | 수상                                                    |                                                         |
| 2015                                                    | 브루클린                                                | 최우수 여우주연상                                       | 후보                                                    |                                                         |
| 2017                                                    | 레이디 버드                                             | 최우수 여우주연상                                       | 후보                                                    |                                                         |
| 2017                                                    | 레이디 버드                                             | 최우수 연기 캐스팅상                                    | 후보                                                    |                                                         |
| 2019                                                    | 작은 아씨들                                             | 최우수 연기 캐스팅상                                    | 수상                                                    | [ 51 ]                                                  |
| 조지아 영화 비평가 협회                                 |                                                         |                                                         |                                                         |                                                         |
| 2015                                                    | 그랜드 부다페스트 호텔                                  | 최우수 연기 앙상블상                                    | 수상                                                    |                                                         |
| 2016                                                    | 브루클린                                                | 최우수 여우주연상                                       | 후보                                                    |                                                         |
| 2017                                                    | 레이디 버드                                             | 최우수 여우주연상                                       | 수상                                                    |                                                         |
| 2019                                                    | 작은 아씨들                                             | 최우수 여우주연상                                       | 후보                                                    | [ 52 ]                                                  |
| 2019                                                    | 작은 아씨들                                             | 최우수 앙상블 캐스트상                                  | 수상                                                    | [ 52 ]                                                  |
| 휴스턴 영화 비평가 협회                                 |                                                         |                                                         |                                                         |                                                         |
| 2009                                                    | 러블리 본즈                                             | 최우수 여우주연상                                       | 후보                                                    |                                                         |
| 2019                                                    | 작은 아씨들                                             | 최우수 여우주연상                                       | 수상                                                    | [ 53 ] [ 54 ]                                           |
| 인디와이어 크리틱스 폴                                  |                                                         |                                                         |                                                         |                                                         |
| 2019                                                    | 작은 아씨들                                             | 최우수 여우주연상                                       | 9위                                                     | [ 55 ]                                                  |
| 인디애나 영화 비평가 협회                               |                                                         |                                                         |                                                         |                                                         |
| 2017                                                    | 레이디 버드                                             | 최우수 여우주연상                                       | 수상                                                    |                                                         |
| 아이오와 영화 비평가 협회                               |                                                         |                                                         |                                                         |                                                         |
| 2017                                                    | 레이디 버드                                             | 최우수 여우주연상                                       | 수상                                                    |                                                         |
| 런던 영화 비평가 협회                                   |                                                         |                                                         |                                                         |                                                         |
| 2008                                                    | 어톤먼트                                                | 올해의 영국 여우조연상                                  | 후보                                                    |                                                         |
| 2008                                                    | 어톤먼트                                                | 올해의 영국 신인연기상                                  | 후보                                                    |                                                         |
| 2010                                                    | 러블리 본즈                                             | 올해의 영국 아역연기상                                  | 후보                                                    |                                                         |
| 2011                                                    | 웨이 백                                                 | 올해의 영국 아역연기상                                  | 후보                                                    |                                                         |
| 2012                                                    | 한나                                                    | 올해의 영국 아역연기상                                  | 후보                                                    |                                                         |
| 2014                                                    | 비잔티움                                                | 올해의 영국 아역연기상                                  | 후보                                                    |                                                         |
| 2015                                                    | 그랜드 부다페스트 호텔                                  | 올해의 영국 아역연기상                                  | 후보                                                    |                                                         |
| 2016                                                    | 브루클린                                                | 올해의 영국 여우주연상                                  | 후보                                                    |                                                         |
| 2016                                                    | 브루클린                                                | 올해의 영국/아일랜드 여우주연상                         | 수상                                                    |                                                         |
| 2018                                                    | 레이디 버드                                             | 올해의 영국/아일랜드 여우주연상                         | 후보                                                    |                                                         |
| 2019                                                    | 작은 아씨들                                             | 올해의 여우주연상                                       | 후보                                                    | [ 56 ]                                                  |
| 로스앤젤레스 영화 비평가 협회                           |                                                         |                                                         |                                                         |                                                         |
| 2015                                                    | 브루클린                                                | 최우수 여우주연상+                                      | 2위                                                     |                                                         |
| 내셔널 소사이어티 오브 필름 크리틱스(전미 비평가 협회)  |                                                         |                                                         |                                                         |                                                         |
| 2016                                                    | 브루클린                                                | 최우수 여우주연상                                       | 수상                                                    |                                                         |
| 뉴욕 영화 비평가 협회                                   |                                                         |                                                         |                                                         |                                                         |
| 2015                                                    | 브루클린                                                | 최우수 여우주연상                                       | 수상                                                    |                                                         |
| 2017                                                    | 레이디 버드                                             | 최우수 여우주연상                                       | 수상                                                    |                                                         |
| 온라인 영화 비평가 협회                                 |                                                         |                                                         |                                                         |                                                         |
| 2008                                                    | 어톤먼트                                                | 최우수 여우조연상                                       | 후보                                                    |                                                         |
| 2015                                                    | 브루클린                                                | 최우수 여우주연상                                       | 후보                                                    |                                                         |
| 2017                                                    | 레이디 버드                                             | 최우수 여우주연상                                       | 후보                                                    |                                                         |
| 피닉스 영화 비평가 협회(Phoenix Film Critics Circle)    |                                                         |                                                         |                                                         |                                                         |
| 2017                                                    | 레이디 버드                                             | 최우수 여우주연상                                       | 후보                                                    |                                                         |
| 피닉스 영화 비평가 협회(Phoenix Film Critics Society)   |                                                         |                                                         |                                                         |                                                         |
| 2017                                                    | 레이디 버드                                             | 최우수 여우주연상                                       | 후보                                                    |                                                         |
| 샌디에이고 영화 비평가 협회                             |                                                         |                                                         |                                                         |                                                         |
| 2014                                                    | 그랜드 부다페스트 호텔                                  | 최우수 연기 앙상블상                                    | 후보                                                    |                                                         |
| 2017                                                    | 레이디 버드                                             | 최우수 여우주연상                                       | 후보                                                    |                                                         |
| 2019                                                    | 작은 아씨들                                             | 최우수 여우주연상                                       | 후보                                                    | [ 57 ]                                                  |
| 샌프란시스코 영화 비평가 협회                           |                                                         |                                                         |                                                         |                                                         |
| 2015                                                    | 브루클린                                                | 최우수 여우주연상                                       | 수상                                                    |                                                         |
| 시애틀 영화 비평가 협회                                 |                                                         |                                                         |                                                         |                                                         |
| 2017                                                    | 레이디 버드                                             | 최우수 여우주연상                                       | 수상                                                    |                                                         |
| 2019                                                    | 작은 아씨들                                             | 최우수 여우주연상                                       | 후보                                                    | [ 58 ] [ 59 ]                                           |
| 2019                                                    | 작은 아씨들                                             | 최우수 앙상블 연기상                                    | 후보                                                    | [ 58 ] [ 59 ]                                           |
| 세인트루이스 영화 비평가 협회                           |                                                         |                                                         |                                                         |                                                         |
| 2017                                                    | 레이디 버드                                             | 최우수 여우주연상                                       | 후보                                                    |                                                         |
| 2019                                                    | 작은 아씨들                                             | 최우수 여우주연상                                       | 후보                                                    | [ 60 ] [ 61 ]                                           |
| 세인트루이스 게이트웨이 영화 비평가 협회                |                                                         |                                                         |                                                         |                                                         |
| 2007                                                    | 어톤먼트                                                | 최우수 여우조연상                                       | 후보                                                    |                                                         |
| 2009                                                    | 러블리 본즈                                             | 최우수 여우주연상                                       | 후보                                                    |                                                         |
| 2011                                                    | 한나                                                    | 최우수 여우주연상                                       | 후보                                                    |                                                         |
| 밴쿠버 영화 비평가 협회                                 |                                                         |                                                         |                                                         |                                                         |
| 2017                                                    | 레이디 버드                                             | 최우수 여우주연상                                       | 수상                                                    |                                                         |
| 2019                                                    | 작은 아씨들                                             | 최우수 여우주연상                                       | 후보                                                    | [ 62 ]                                                  |
| 워싱턴 D.C. 아레아 영화 비평가 협회                     |                                                         |                                                         |                                                         |                                                         |
| 2015                                                    | 브루클린                                                | 최우수 여우주연상                                       | 수상                                                    |                                                         |
| 2017                                                    | 레이디 버드                                             | 최우수 여우주연상                                       | 후보                                                    |                                                         |
| 2019                                                    | 작은 아씨들                                             | 최우수 여우주연상                                       | 후보                                                    | [ 63 ]                                                  |
| 여성 영화 비평가 협회                                   |                                                         |                                                         |                                                         |                                                         |
| 2007                                                    | 어톤먼트                                                | 최우수 아역 여자배우상                                  | 수상                                                    |                                                         |
| 2017                                                    | 레이디 버드                                             | 최우수 코미디 여우주연상                                | 후보                                                    |                                                         |
| 2019                                                    | 작은 아씨들                                             | 최우수 스크린 커플상 (루이스 가렐과 함께)               | 후보                                                    | [ 64 ]                                                  |

## 같이 보기
- 시어셔 로넌 필모그래피